# Reina Hinojosa
Reina Margarita Hinojosa Sánchez (Caracas, 6 de enero de 1963) es una actriz venezolana de telenovelas.

## Biografía
Proviene de una armoniosa y unida familia. Sus padres les dieron a ella y a su hermano una formación muy recta, lo cual ha sido una virtud para alcanzar todas las metas que se propone.
Se inició en el medio artístico gracias a una compañera que estudiaba en la universidad con ella, quien la llevó a RCTV. Desde entonces, ha participado en casi más de 20 telenovelas, siendo las más importantes por su participación en las mismas, “Pura sangre”, “Volver a vivir”, “Lejana como el viento”, “Engañada” , “Sabor a ti” y "Los Querendones."
Reina se graduó de economista pero nunca ejerció esta carrera, pues su pasión era la actuación. Se considera una mujer muy clara, emprendedora y con un temperamento fuerte. Aparte de la actuación le gusta descansar e ir al gimnasio, pues tiene muchos años entrenando para mantenerse en forma.

## Filmografía
- Leonela (1983/RCTV) - Laura
- Topacio (1985/RCTV) - Nelly
- Cristal (1986/RCTV) - Bijoux
- Pobre negro (1989/RCTV) - La Morocha Gomares
- De mujeres (1990/RCTV) - Jimena / Claudia Ventura
- El desprecio (1991/RCTV) - Ludmila Álvarez
- Alejandra (1994/RCTV) - Gisela
- Pura sangre (1994/RCTV) - Lidia de Acopini
- Ilusiones (1995/RCTV)  - Mildred
- Volver a vivir (1996/RCTV) - Nemesis Ladera
- Dónde está el amor (1998/RCTV) - Susana Duarte
- Carita pintada (1999/RCTV) - Jessica
- Hay amores que matan (2000/RCTV) - Carmen Felicia Lozada
- Carissima (2001/RCTV) - Norma Ballesteros / Messalina
- Lejana como el viento (2002/Venevisión) - Beatriz
- Engañada (2003/Venevisión) - Chela
- Sabor a ti (2004/Venevisión) - Eloisa Lombardi de García
- Los Querendones (2006/Venevisión) - Bertha Ortiz
- Voltea pa' que te enamores (2006/Venevisión) - Kiki
- Un esposo para Estela (2009/Venevisión) - Gilda Domínguez
- Si me miran tus ojos (2010/Venevisión) - Natalia
- Natalia del mar (2011/Venevisión) - Sor Piedad
- Corazón esmeralda (2014/Venevisión) - Celestina
- Vivir para amar (2015/Tves) - María Teresa de Gavaldón